# 西門子風力發電事業部
西門子風力發電（英語：Siemens Wind Power）是德商西門子公司旗下的風力發電事業部，為全球知名風力發電機製造商。它的前身是1980年成立於丹麥布蘭德的丹麥商「丹漢風電」（Danregn Vindkraft A/S），1983年改名為「波納斯能源」（Bonus Energy A/S），2004年被西門子公司收購，並在2011年成為集團旗下的獨立事業體，其總部設於德國漢堡。

## 历史
2015年西門子風電在歐洲離岸風機市場佔有63%的合併市場份額。2011年，西門子風電在全球風電機組市場擁有6.3%的市佔率，並在2014年成為全球第二大的風電機組商。
2016年，西門子風電與西班牙風電機組商「歌美薩」（Gamesa）簽訂具約束力協議，以59：41的股權比例合併雙方的風電業務，取代丹麥商維斯塔斯成為全球最大的風力發電機製造商。

## 產品
截至2016年，西門子風電的產品包括2.3、3.6和4.0百萬瓦的齒輪渦輪機，以及3.0、3.2、3.3、3.4、6.0和7.0百萬瓦的直接驅動渦輪機。

## 外部連結
- 官方網站 （页面存档备份，存于） （英文）
- 台灣西門子的介紹網頁